# Sing It Away
«Sing It Away» —en español: «Cántalo»— es una canción compuesta por Sandhja, Milos Rosas, Heikki Korhonen, Petri Matara y Markus Savijoki, e interpretada en inglés por Sandhja. Se lanzó como descarga digital mediante Sony Music Finland. Fue elegida para representar a Finlandia en el Festival de la Canción de Eurovisión de 2016 tras ganar la final nacional finlandesa Uuden Musiikin Kilpailu 2016.

## Festival de Eurovisión

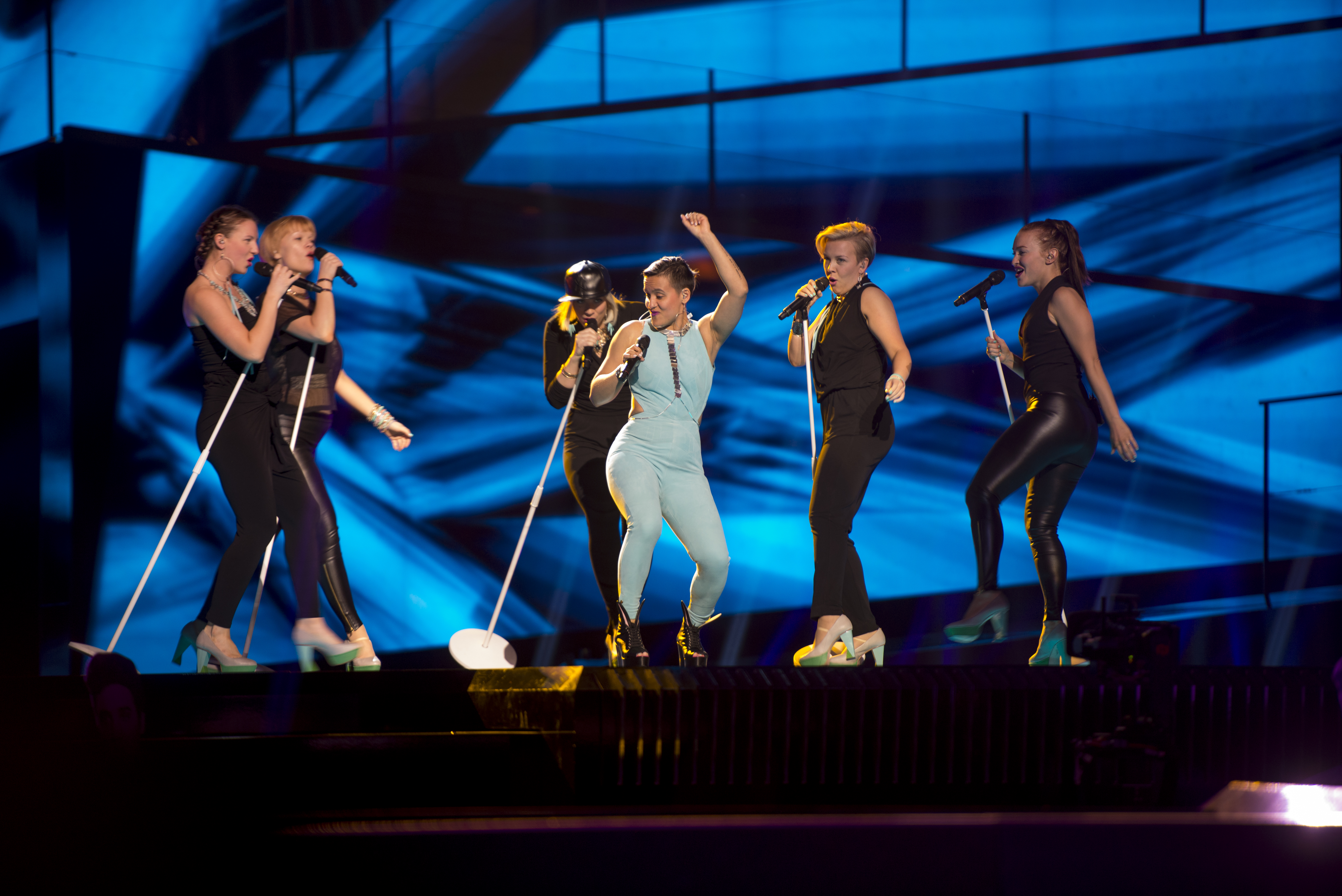
Sandhja interpretando la canción durante el Festival de la Canción de Eurovisión 2016.

### Uuden Musiikin Kilpailu 2016
El 1 de septiembre de 2015, Yleisradio (Yle) abrió un plazo de presentación hasta el 8 de ese mes. La competición permitía canciones más largas que 3 minutos para competir. Sin embargo, si la canción ganadora era más larga, tendría que ser acortada para el Festival de la Canción de Eurovisión. Al menos uno de los escritores y el cantante o cantantes principales tenía que tener nacionalidad finesa o vivir en Finlandia permanentemente para que la canción pudiera competir. Un jurado de expertos elegido por Yle seleccionó 18 canciones para la competición. Las canciones competidoras junto al videoclip promocional se precentaron durante una conferencia el 12 de enero de 2016, organizada por Krista Siegfrids, Rakel Liekki y Mikko Silvennionen. Éstas también se presentaron en un programa emitido el 30 de enero de 2016, organizado por Rakel Liekki. Entre el 31 de enero y el 19 de febrero, cada artista competidor una sesión de Facebook Live.
Así, la canción «Sing it away» fue elegida e interpretada durante la tercera semifinal del certamen, celebrada el 20 de febrero de 2016, donde quedó en primer puesto y pasó a la final. Más tarde, el 27 de febrero, la canción fue interpretada en la final, recibiendo 160 puntos y declarándose ganadora de la gala, siendo así elegida para representar a su país en el Festival de la Canción de Eurovisión de 2016.

### Festival de la Canción de Eurovisión 2016
Esta canción fue la representación finesa en el Festival de la Canción de Eurovisión 2016.
El 25 de diciembre de 2016, se organizó un sorteo de asignación en el que se colocaba a cada país en una de las dos semifinales, además de decidir en qué mitad del certamen actuarían.
Así, la canción fue interpretada en primer lugar durante la primera semifinal, celebrada el 10 de mayo de ese año, seguida por Grecia con Argo interpretando «Utopian land». Durante la emisión del certamen, la canción no fue anunciada entre los diez temas elegidos para pasar a la final y por lo tanto no cualificó para competir en esta. Más tarde se reveló que Finlandia había quedado en 15º puesto de los 18 países participantes de la semifinal con 51 puntos.